# Municipio de Demun
El municipio de Demun (en inglés: Demun Township) es un municipio ubicado en el condado de Randolph en el estado estadounidense de Arkansas. En el año 2010 tenía una población de 8191 habitantes y una densidad poblacional de 76,43 personas por km².

## Geografía
El municipio de Demun se encuentra ubicado en las coordenadas 36°15′35″N 90°58′39″O / 36.25972, -90.97750. Según la Oficina del Censo de los Estados Unidos, el municipio tiene una superficie total de 107.17 km², de la cual 105.69 km² corresponden a tierra firme y (1.38%) 1.48 km² es agua.

## Demografía
Según el censo de 2010, había 8191 personas residiendo en el municipio de Demun. La densidad de población era de 76,43 hab./km². De los 8191 habitantes, el municipio de Demun estaba compuesto por el 95.8% blancos, el 0.83% eran afroamericanos, el 0.45% eran amerindios, el 0.26% eran asiáticos, el 0.02% eran isleños del Pacífico, el 1.17% eran de otras razas y el 1.47% pertenecían a dos o más razas. Del total de la población el 2.27% eran hispanos o latinos de cualquier raza.